# Siculeni
Remetea (en hongrois : Madéfalva) est une commune du județ de Harghita en Roumanie.